# Beaux
Beaux település Franciaországban, Haute-Loire megyében. Lakosainak száma 865 fő (2022. január 1.). Beaux Beauzac, Retournac, Saint-Julien-du-Pinet, Saint-Maurice-de-Lignon és Yssingeaux községekkel határos.

## Népesség
A település népességének változása:
| Lakosok száma | 659  | 670  | 640  | 751  | 817  | 820  | 845  | 851  | 849  | 865  |
|               | 1968 | 1982 | 1990 | 2006 | 2013 | 2015 | 2017 | 2019 | 2020 | 2022 |